# Hieronim (Ekziemplarski)
Hieronim, imię świeckie Ilja Tichonowicz Ekziemplarski, rzadziej Ekziemplarowski (ur. 8 lipca?/20 lipca 1836 w Dmitrijewych Gorach, zm. 2 listopada 1905 w Warszawie) – arcybiskup Rosyjskiego Kościoła Prawosławnego.
Pochodził z rodziny kapłana prawosławnego. Ukończył seminarium duchowne we Włodzimierzu, a następnie Kijowską Akademię Duchowną. Po uzyskaniu w 1861 dyplomu kandydata nauk teologicznych został zatrudniony jako wykładowca w seminarium duchownym w Kijowie. Specjalizował się w zagadnieniach pedagogiki i homiletyki. Święcenia kapłańskie przyjął w 1871 jako mężczyzna żonaty. Służył w Kijowie, był również katechetą w różnych szkołach w mieście. W 1885, dziewięć lat po śmierci małżonki, złożył wieczyste śluby mnisze, przyjmując imię zakonne Hieronim. Jeszcze w tym samym roku został wyświęcony na biskupa czehryńskiego, wikariusza eparchii kijowskiej. W latach 1890–1894 był ordynariuszem eparchii tambowskiej i szackiej, od 1894 do 1898 – eparchii wileńskiej i litewskiej, następnie przez siedem lat kierował eparchią chełmsko-warszawską, a w ostatnich miesiącach życia – eparchią warszawską i nadwiślańską.
We wszystkich eparchiach, którymi zarządzał, prowadził szeroką działalność dobroczynną, wspierając przytułki, towarzystwa charytatywne i szkoły. Interesował się także funkcjonowaniem monasterów i prasy prawosławnej, kształceniem śpiewaków cerkiewnych, wyświęcał nowe obiekty sakralne. Jako arcybiskup chełmski i warszawski angażował się w zaprowadzanie prawosławia wśród opornych unitów i ich rusyfikację. Bez powodzenia ubiegał się o likwidację łacińskiej diecezji lubelskiej, której duchowni jego zdaniem szerzyli wśród byłych unitów poglądy antyprawosławne i wzmacniali ich opór przeciwko działaniom władz carskich. Wzywał również duchownych prawosławnych do aktywniejszej pracy wśród opornych unitów, od 1902 starał się o powołanie eparchii chełmskiej.
Zmarł w 1905 i został pochowany w cerkwi św. Jana Klimaka w Warszawie, którą wystawił własnym sumptem, planując uczynić z niej grobowiec rodzinny. Był jedynym prawosławnym biskupem warszawskim w jurysdykcji Rosyjskiego Kościoła Prawosławnego, który zmarł w czasie sprawowania urzędu i został pochowany w Warszawie.

## Życiorys

### Dzieciństwo i rodzina
Był synem kapłana prawosławnego Tichona Iwanowicza Ekziemplarskiego i jego małżonki Anny Stiepanowny, pochodzącej z rodziny kapłańskiej Stiepanowów. Jego ojciec od 1821 służył jako proboszcz w Dmitrijewych Gorach w guberni włodzimierskiej, przejmując parafię po teściu, który z powodu ślepoty nie był w stanie kontynuować służby kapłańskiej. Swoje nazwisko otrzymał podczas nauki w seminarium duchownym. Rodzina Ekziemplarskich nie była zamożna, aby zapewnić sobie utrzymanie, ojciec przyszłego arcybiskupa musiał łączyć służbę duszpasterską z pracą w gospodarstwie. Przyszły hierarcha miał starszych braci Konstantina i Fiodora oraz siostry Marię i Praskowję. Przed nim urodziła się również trójka dzieci zmarłych przedwcześnie: Aleksandra, Pawieł i Dmitrij. Z kolei po nim przyszły na świat jeszcze córki Ewdokija i Jelena oraz syn Iwan.
Ilja Ekziemplarski urodził się 20 lipca 1836, w dniu, gdy obchodzono wspomnienie liturgiczne proroka Eliasza, co zdecydowało o wyborze imienia dla niego. Ochrzczony został jeszcze tego samego dnia przez swojego wuja Warsonofija Stiepanowa; rodzicami chrzestnymi byli starsza siostra, 12-letnia Marija Ekziemplarska, oraz kuzyn, Iwan Waledinski, uczeń seminarium duchownego. Chłopiec wychowywany był w głęboko religijnej atmosferze, od najmłodszych lat ojciec przygotowywał go do przyszłej służby kapłańskiej. W wieku dziewięciu lat – a zatem rok później, niż przewidywały zasady (wcześniej rodzice obawiali się, że chłopiec jest zbyt słabego zdrowia) – został oddany do niższej szkoły duchownej we Włodzimierzu.

### Młodość i działalność naukowa
Po zakończeniu nauki w szkole duchownej w 1852 Ilja Ekziemplarski wstąpił do seminarium duchownego w tym samym mieście, które ukończył w 1857. W czasie nauki był solistą-tenorem w chórze eparchii włodzimierskiej i suzdalskiej. Następnie podjął studia teologiczne na Kijowskiej Akademii Duchownej, którą ukończył w 1861 jako jeden z najlepszych absolwentów. W październiku tego samego roku został zatrudniony w seminarium duchownym w Czernihowie jako wykładowca historii biblijnej, liturgiki i prawa kanonicznego. Kilka dni po wydaniu pierwotnej decyzji o jego zatrudnieniu w Czernihowie została ona zmieniona, a Ilja Ekziemplarski został wykładowcą historii Kościoła oraz historii ogólnej, a także historii biblijnej, prawa kanonicznego i liturgiki w seminarium duchownym w Kijowie. 4 lutego 1862 ożenił się z A. Pilipiejewą, sierotą po profesorze seminarium duchownego w Kijowie. W 1864 krótko pełnił obowiązki asystenta inspektora seminarium. Dwa lata później mianowano go kierownikiem szkoły niedzielnej przy seminarium oraz katedry pedagogiki, a następnie katedry homiletyki. Szczególnym przedmiotem jego zainteresowań były zagadnienia pedagogiki czytania i pisania, języka ojczystego, arytmetyki, historii i geografii, śpiewu oraz nauczania religii. Opracowywał podręcznik pedagogiki dla seminarium duchownego. Od 1867 do 1885 nauczał pedagogiki, a od 1869 do 1885 także historii w szkole żeńskiej dla dziewcząt z rodzin duchownych.
Regularnie publikował w piśmie Rukowodstwo dla sielskich pastyriej. Ukazywały się w nim jego artykuły o tematyce pedagogicznej, historycznej i bieżącej. W latach 1863–1870 był p.o. sekretarza redakcji, a w 1870 – pomocnikiem redaktora, odpowiadał także za dział bibliografii. Jego teksty były również drukowane w pismach „Kijewskije Jeparchialnyje Wiedomosti”, „Woskriesnoje cztienije” oraz „Kijewlanin”. 30 czerwca 1870 otrzymał, za całokształt pracy naukowej, stopień naukowy magistra teologii.

### Służba kapłańska w eparchii kijowskiej
Gdy jego żona poważnie zachorowała, Ilja Ekziemplarski złożył prywatny ślub, by w razie jej wyzdrowienia poświęcić resztę życia służbie Cerkwi prawosławnej. 14 września 1871 został wyświęcony na diakona, zaś pięć dni później przyjął z rąk metropolity kijowskiego Arseniusza święcenia kapłańskie. Hierarcha ten skierował go do służby w szkolnej cerkwi św. Pawła przy kolegium Pawła Gałagana, jak również powierzył mu stanowiska katechety i wychowawcy uczniów kolegium. Ks. Ekziemplarski był następnie również katechetą w I gimnazjum w Kijowie, w gimnazjum żeńskim ministerstwa oświaty oraz w żeńskim gimnazjum Funduklejewa. Oprócz tego był prywatnym katechetą dzieci generał-gubernatora kijowskiego Aleksandra Dondukowa-Korsakowa oraz P. Antonowicza, opiekuna kijowskiego okręgu szkolnego. Był współorganizatorem kijowskiego przytułku dla niewidomych. W latach 1872 i 1873 ks. Ekziemplarski otrzymywał propozycje objęcia stanowiska rektora najpierw w seminarium duchownym w Czernihowie, a następnie w Symferopolu. Obydwie odrzucił.
1 września 1876 małżonka duchownego zmarła. W tym momencie pod jego opieką pozostało pięcioro dzieci, w wieku od czternastu lat do półtora roku. Ilja Ekziemplarski kontynuował służbę kapłańską jako biały duchowny. Od 1877 nosił tytuł protojereja, zaś od 1882 był dziekanem cerkwi na Padole. Gdy w 1885 jego najmłodszy syn rozpoczął naukę w gimnazjum, duchowny za radą metropolity kijowskiego Platona postanowił złożyć śluby mnisze. Jego postrzyżyn dokonał 27 lipca tegoż roku namiestnik Ławry Pieczerskiej archimandryta Juwenaliusz w cerkwi św. Antoniego w kompleksie Ławry. Kapłan przyjął wówczas imię zakonne Hieronim. Dzień później metropolita Platon nadał mu godność archimandryty i mianował przełożonym monasteru św. Michała Archanioła o Złotych Kopułach.

### Biskup

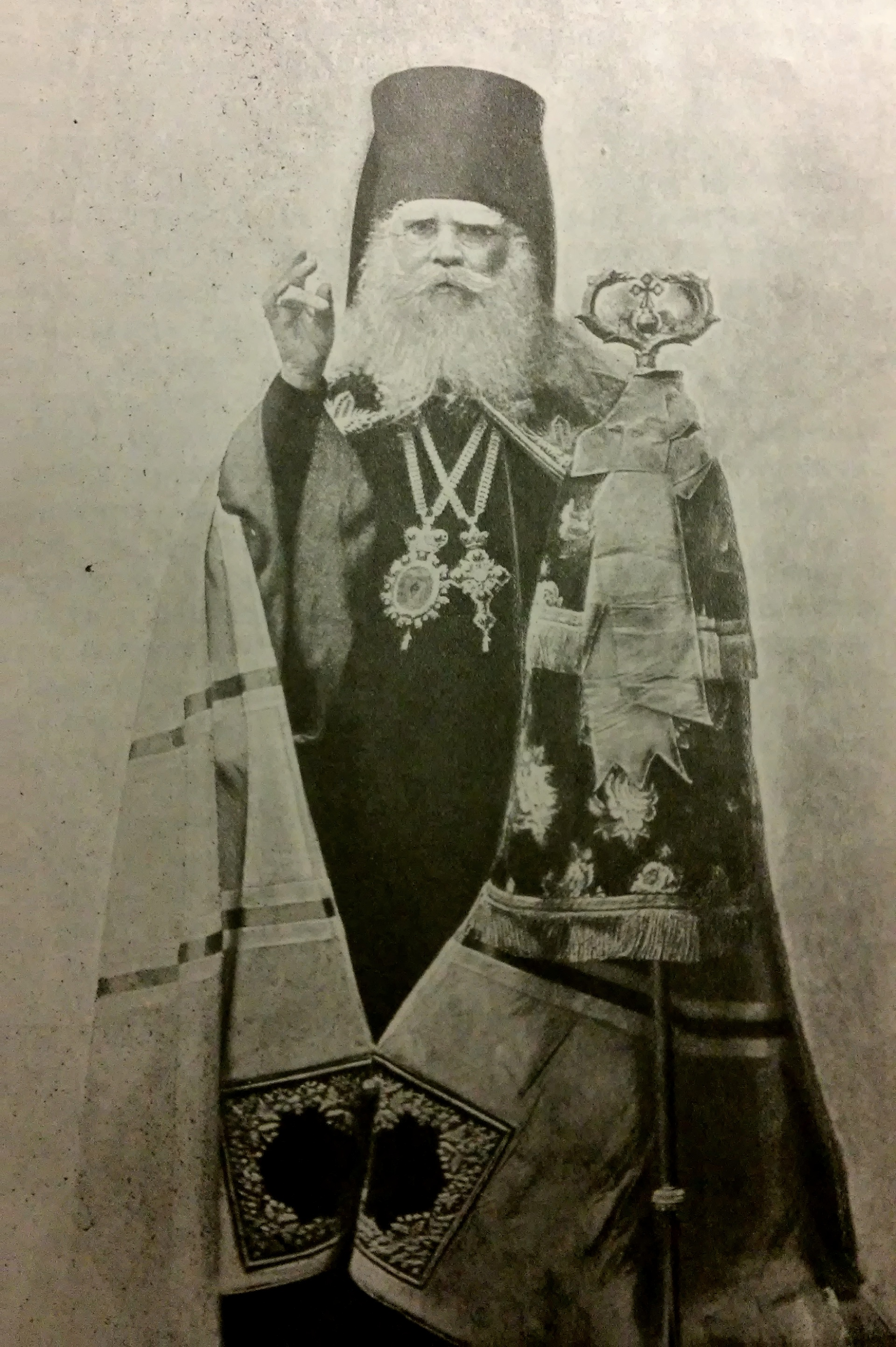
Hieronim (Egzemplarski) jako biskup

3 listopada 1885 w soborze Mądrości Bożej w Kijowie przyjął z rąk metropolity kijowskiego Platona chirotonię biskupią, po której został wikariuszem eparchii kijowskiej z tytułem biskupa czehryńskiego, z zachowaniem wcześniejszych obowiązków w monasterze św. Michała Archanioła. Biskup Hieronim był również odpowiedzialny za nauczanie religii w szkołach na terenie eparchii kijowskiej, kierowanie Bractwem Objawienia Pańskiego przy Kijowskiej Akademii Duchownej i prowadzenie szkół parafialnych.
W 1886 hierarcha otworzył bezpłatną szkołę dla śpiewaków cerkiewnych przy monasterze św. Michała Archanioła, na urządzenie której sam przekazał ofiarę pieniężną. Dwa lata później przeprowadził szeroko zakrojony remont całego klasztoru, w ramach którego wymieniono ikonostas w jego głównym soborze, zainstalowano kaloryfery, wymieniono okna i podłogę, odsłonięto zabytkowe freski, odnowiono cerkiew refektarzową oraz mniejszą świątynię Św. Ducha. W latach 90. XIX w. w kompleksie monasterskim wzniesiono nowe budynki mieszkalne i powiększono dom pielgrzyma. W tym samym okresie pogorszyły się relacje między biskupem Hieronimem a metropolitą kijowskim Platonem, czego przyczyną były oszczerstwa pod adresem biskupa czehryńskiego. W jego obronie wystąpili jednak oberprokurator Świątobliwego Synodu Rządzącego Konstantin Pobiedonoscew oraz metropolita moskiewski i kołomieński Leoncjusz.

#### Biskup tambowski i szacki
3 czerwca 1890 dotychczasowy wikariusz eparchii kijowskiej został ordynariuszem eparchii tambowskiej i szackiej. W latach 1891–1892, podczas klęski głodu, wniósł znaczący wkład finansowy w organizację komitetu zajmującego się organizacją pomocy dla ofiar nieurodzaju. Założył sieć stołówek dla ubogich i dwa domy sierot, które otoczyły opieką 100 dzieci. W niesienie pomocy potrzebującym angażował się również podczas epidemii cholery, kiedy dystrybuował leki przeciwko chorobie i broszury informujące o sposobach unikania zakażenia. W 1890 otworzył przy rezydencji biskupiej szkołę dla śpiewaków cerkiewnych, dwa lata później przekształconą w szkołę dla misjonarzy i psalmistów. W 1891 zorganizował eparchialną fabrykę świec cerkiewnych.
W 1891 przedstawił na łamach „Tambowskich Jeparchialnych Wiedomostiej” program gruntownych przekształceń w eparchii. Zapowiedział utworzenie nowych szkół parafialnych, organizację spotkań o tematyce religijnej poza nabożeństwami i bractw trzeźwości przy poszczególnych placówkach duszpasterskich. Wszystkich proboszczów zobowiązał, by do końca 1891 nauczyli parafian przykazań bożych, zaś regentów i chórzystów – do wykorzystywania w praktyce liturgicznej starych melodii cerkiewnych lub ich nowszych adaptacji. Zalecał również przyuczanie wiernych do wspólnego śpiewu podczas nabożeństw. Również w 1891 z inicjatywy biskupa Hieronima w każdym powiecie guberni tambowskiej rozpoczął działalność oddział bractwa misyjnego Kazańskiej Ikony Matki Bożej. Dwa lata później biskup otworzył przytułek dla będących w podeszłym wieku kapłanów, wdów po duchownych oraz sług cerkiewnych. Kolejną jego inicjatywą było utworzenie stowarzyszenia otaczającego opieką ubogich uczniów seminarium duchownego w Tambowie i przekształcenie comiesięcznego dotąd organu prasowego eparchii w tygodnik, co miało miejsce w 1893. Rok później hierarcha rozpoczął budowę nowej siedziby i szkoły duchownej w Tambowie. Regularnie udawał się z wizytami duszpasterskimi do różnych parafii w eparchii, odwiedzał tambowskie seminarium oraz więzienie.
Szczególne starania Hieronim czynił na rzecz poprawy poziomu życia duchowego w monasterach w eparchii, w których zauważył wiele przypadków naruszania reguły mniszej i niski poziom wiedzy teologicznej. W 1892 i 1893 organizował spotkania przełożonych klasztorów męskich i żeńskich. Wprowadził w monasterach obowiązek wspólnego śpiewu wszystkich mnichów i mniszek, zobowiązał członków wspólnot do lektury literatury duchownej, zabronił mniszkom wynajmowania pokoi w monasterze kobietom niezwiązanym z klasztorem. W monasterze Wniebowstąpienia w Tambowie otworzył przytułek dla starszych mniszek, zainicjował również rozbudowę klasztoru. Podobne działania podjął także w monasterze św. Dymitra i św. Hilariona.
W 1894 prowadził w monasterze Zaśnięcia Matki Bożej w Wyszy pogrzeb powszechnie szanowanego mnicha Teofana. Dwa lata wcześniej powołana przez niego komisja badała zgromadzony przez ihumena Rafała z monasteru Zaśnięcia Matki Bożej w Sarowie materiał dotyczący cudów mnicha Serafina, kanonizowanego w 1903.
W działalność biskupa na rzecz rozwoju oświaty zaangażowana była także jego córka, która utworzyła w Tambowie szkołę dla 200 dziewcząt.

#### Biskup wileński i litewski

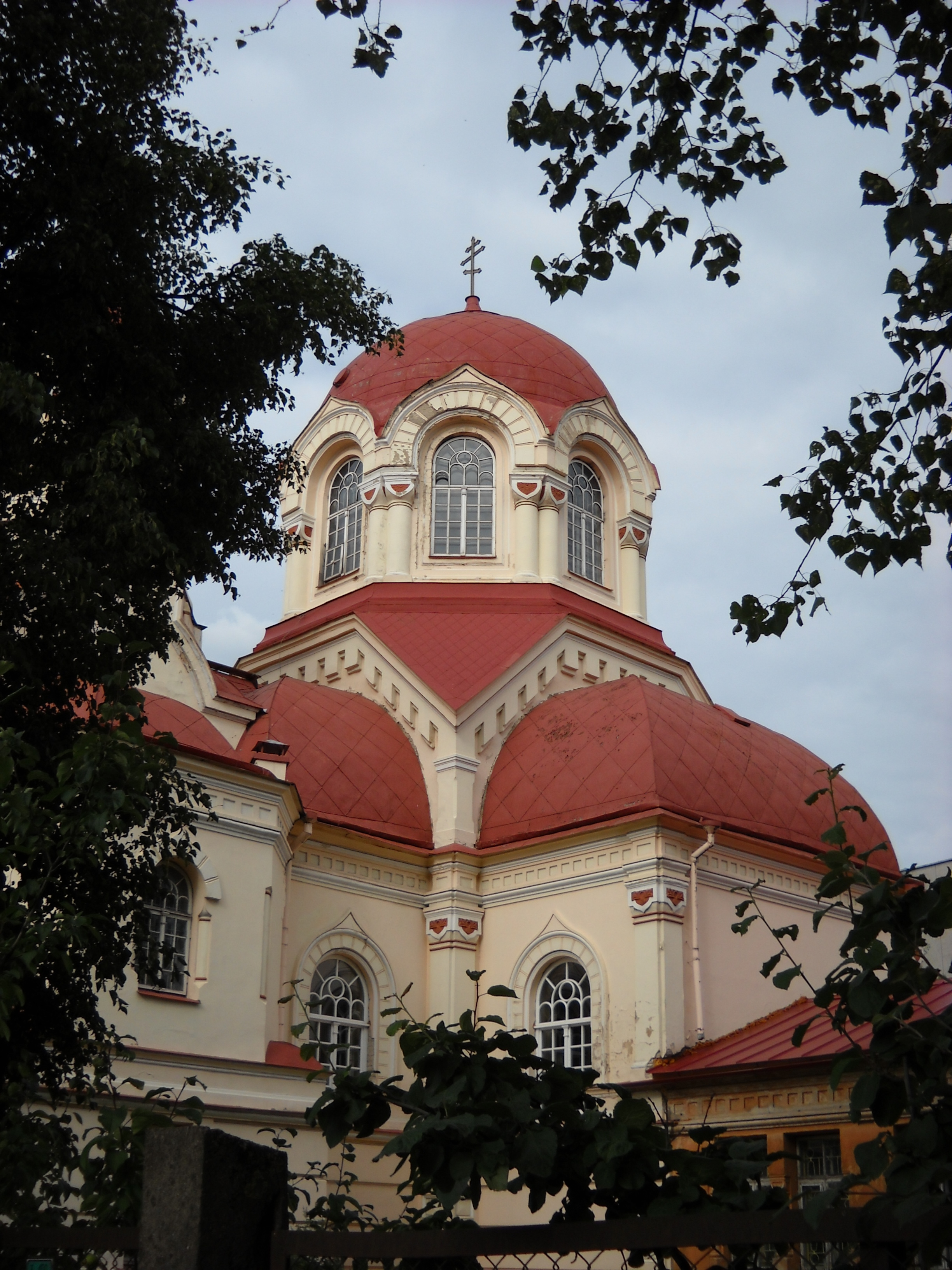
Wzniesiona z inicjatywy arcybiskupa Hieronima cerkiew św. Michała Archanioła w Wilnie

W kwietniu 1894 biskup Hieronim został przeniesiony na katedrę wileńską i litewską, zaś rok później otrzymał godność arcybiskupa. W Wilnie stanął na czele bractwa Św. Ducha i utworzył przy nim drukarnię. Założył również stowarzyszenie niosące pomoc ubogim uczniom miejscowych szkół duchownych. Jego homilie były wielokrotnie drukowane w eparchialnym organie prasowym. Z jego inicjatywy wzniesiono w mieście cerkwie św. Michała Archanioła oraz św. Aleksandra Newskiego. W 1895 otworzył trzyklasową szkołę przy wileńskim monasterze św. Marii Magdaleny oraz szkołę parafialną i bractwo św. św. Piotra i Pawła przy soborze pod tym samym wezwaniem w Kownie, zaś dwa lata później szkołę dla psalmistów i nauczycieli śpiewu cerkiewnego. Łącznie hierarcha przekazał na różne przedsięwzięcia podejmowane przez eparchię dary w wysokości 70 tys. rubli.

#### Arcybiskup warszawski
W 1898 został arcybiskupem chełmskim i warszawskim. W eparchii tej kontynuował działalność poprzedników w zakresie budowy nowych świątyń prawosławnych, zarówno cywilnych, jak i przeznaczonych dla wojska. Od grudnia 1900 do maja 1901 hierarcha brał udział w obradach Świętego Synodu w Petersburgu.  7 października 1901 w Tomaszowie Lubelskim witał cara Mikołaja II i carycę Aleksandrę Fiodorownę na uroczystości poświęcenia cerkwi św. Mikołaja.
Dążył również do trwałego zaprowadzenia prawosławia na terenie byłej unickiej diecezji chełmskiej. W 1902 zasugerował rosyjskim władzom zlikwidowanie również łacińskiej diecezji lubelskiej, by uniemożliwić duchownym katolickim działalność wśród opornych unitów. Projekt ten został jednak odrzucony, gdyż car nie chciał dalszego zaostrzania się stosunków z papieżem. W marcu tego samego roku Hieronim był jednym z inicjatorów spotkania ministrów spraw wewnętrznych, sprawiedliwości, wojny i finansów z oberprokuratorem Świętego Synodu Konstantinem Pobiedonoscewem, w czasie którego dyskutowano nad projektem utworzenia guberni chełmskiej i wdrożenia na jej terenie specjalnego ustawodawstwa faworyzującego prawosławnych. Również ta propozycja została odrzucona, jedynie generał-gubernatora warszawskiego Michaiła Czertkowa zobowiązano do podjęcia szczególnych starań na rzecz dalszego utrwalania prawosławia wśród byłych unitów i ich rusyfikacji. Na prośbę generał-gubernatora arcybiskup Hieronim przedstawił swoje stanowisko w tej kwestii i sugestie dalszego postępowania. Opinia hierarchy nie różniła się od ocen sytuacji formułowanych przez przedstawicieli carskiej administracji. Duchowny twierdził, że problem unitów jest zarówno zagadnieniem religijnym, jak i politycznym, gdyż wykorzystywany jest przez polskich działaczy narodowych do działań antyrosyjskich. Konsekwentnie zatem władze carskie powinny działać podobnie. Hieronim konkludował, iż ich zadaniem jest wdrożenie

twardej i niezachwianej polityki wobec problemu unickiego (...), [aby] wszystkie organy władzy na terenach pounickich z całej duszy, realnie i nieprzerwanie służyły i sprzyjały prawosławno-rosyjskiej idei

Wśród środków zaradczych sugerowanych przez hierarchę znalazły się: zakaz organizacji świąt katolickich w dni, gdy przypadały także święta prawosławne, wspieranie pielgrzymek miejscowych prawosławnych do znanych sanktuariów (Ławra Poczajowska, Ławra Peczerska), uczynienie kalendarza juliańskiego jedynym obowiązującym, karanie byłych unitów nieuczęszczających do cerkwi prawosławnych, jak również wspieranie oświaty rosyjskojęzycznej, udzielanie chłopom wyznania prawosławnego pożyczek państwowych. Hieronim przywołał również koncepcję utworzenia odrębnej eparchii chełmskiej i podniesienia prestiżu Chełma jako ośrodka religijnego. Duchowny równocześnie zdawał sobie sprawę z faktu, że w najwyższych kręgach rządowych rozważana jest zupełnie inna, bardziej tolerancyjna polityka, przedstawiany jest nawet projekt ponownej legalizacji Kościoła unickiego. Niepokoiły go również pogłoski o powstaniu przygotowywanym w Królestwie Polskim i rozwój ruchu socjalistycznego. W 1904, gdy w warszawskich kościołach katolickich odbywały się uroczystości z okazji 50. lat ogłoszenia dogmatu o niepokalanym poczęciu Maryi, nakazał organizację uroczystych nabożeństw w cerkwiach i głoszenie antykatolickich kazań. Mimo to jego stosunek do katolicyzmu był mniej wrogi niż np. postawa biskupa lubelskiego Eulogiusza. Aby umacniać i propagować prawosławie, wzywał przede wszystkim do aktywnej pracy podległe sobie duchowieństwo.
Po wydaniu w 1905 ukazu tolerancyjnego, który zezwalał na porzucanie prawosławia, na terenie eparchii chełmsko-warszawskiej rozpoczęły się masowe konwersje byłych unitów na katolicyzm obrządku łacińskiego. Arcybiskup Hieronim starał się im przeciwdziałać głównie poprzez wydawanie odezw do wiernych i do duchowieństwa. Na szerzej zakrojone działania, w tym na wizytacje parafii, nie pozwalał mu wiek i stan zdrowia. W pierwszej odezwie, opublikowanej 12 maja 1905, przyznawał, że ukaz został przyjęty z radością przez osoby, które niegdyś zmuszono do przyjęcia prawosławia, a Rosyjski Kościół Prawosławny nie będzie już oskarżany o prześladowanie innych wyznań. Równocześnie pisał, że wierni prawosławni w nowej sytuacji są szczególnie narażeni na fałszywe nauczanie. Twierdził, że w przeszłości w podobnych warunkach dochodziło do nakłaniania prawosławnych do porzucenia swojej wiary. Do przeprowadzonej w 1875 likwidacji unickiej diecezji chełmskiej odniósł się pozytywnie, a kwestię narzucania prawosławia i represji wobec opornych pominął. Wzywał jednak duchownych prawosławnych, by w polemice międzywyznaniowej posługiwać się głównie „miłością i prawdą”. W końcu miesiąca wydał jeszcze dwie ulotki adresowane do wiernych. Zachęcał ich do niezmieniania wyznania, dementował również plotki o konwersji cara na katolicyzm i o restytucji państwa polskiego. Równocześnie Hieronim pozostawał w kontakcie z oberprokuratorem Świętego Synodu. W listach do niego oskarżał duchownych rzymskokatolickich o zastraszanie prawosławnych. Twierdził, że właśnie agitacja katolicka jest główną przyczyną masowych konwersji. Sprzeciwiał się natomiast stosowaniu przymusu w stosunku do niechętnych prawosławiu. Obok odezw dotyczących problemu unitów Hieronim w październiku 1905 wydał także odezwę do duchowieństwa i wiernych odnoszącą się do wydarzeń rewolucyjnych.
Podobnie jak w poprzednich zarządzanych przez siebie eparchiach, arcybiskup Hieronim przeznaczał w Warszawie znaczne środki na cele dobroczynne. Przekazał 40 tys. rubli na budowę domu sierot dla dzieci pochodzących z rodzin mieszanych wyznaniowo, które zgodnie z rosyjskim prawem po śmierci prawosławnego rodzica nie mogły pozostać pod opieką drugiego, innego wyznania. Wspierał również szkołę i cerkiew św. Leoncjusza w Siedlcach, szkołę żeńską w Chełmie, założoną przez siebie szkołę parafialną w Warszawie, przytułki dla sierot przy monasterach w Wirowie, Leśnej i Teolinie, założył natomiast analogiczną instytucję przy klasztorze w Radecznicy. W 1900 powiększył warszawski przytułek dla sierot z rodzin wojskowych.
W 1905, po podziale eparchii chełmsko-warszawskiej na dwie administratury z siedzibami w Chełmie i w Warszawie, arcybiskupowi Hieronimowi powierzono kierowanie drugą z eparchii z tytułem arcybiskupa warszawskiego i nadwiślańskiego.
Od 1902, tj. od początku istnienia stowarzyszenia, popierał działalność Galicyjsko-Russkiego Towarzystwa Dobroczynnego, którego celem było wzmacnianie ruchu moskalofilskiego w Galicji.

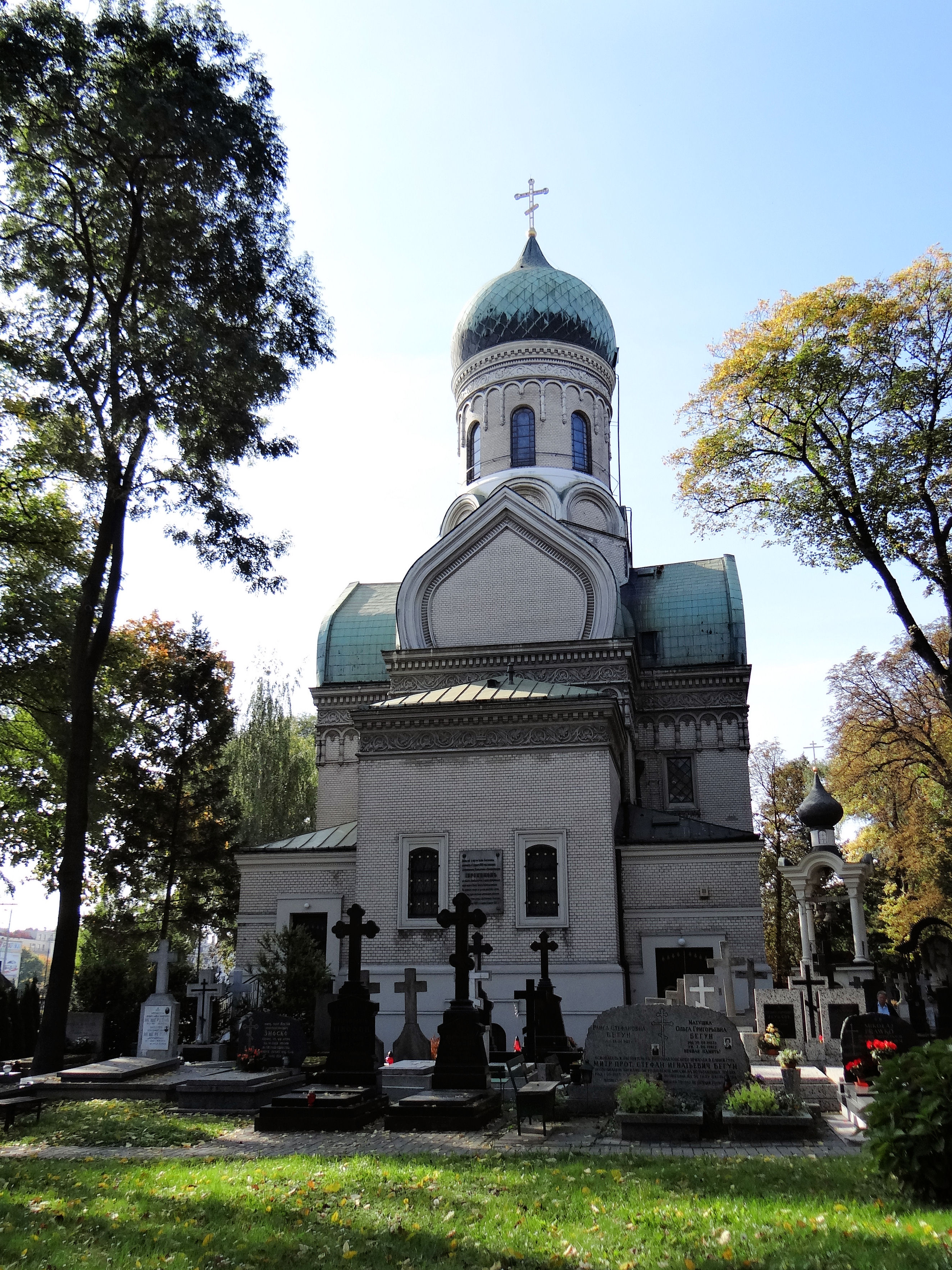
Cerkiew św. Jana Klimaka wzniesiona przez arcybiskupa Hieronima w Warszawie

W 1905 arcybiskup Hieronim wzniósł, również na koszt własny, cerkiew św. Jana Klimaka na cmentarzu prawosławnym w Warszawie. Budynek miał stać się jego rodzinnym grobowcem. Duchowny polecił sprowadzić do świątyni szczątki swojego zmarłego trzy lata wcześniej syna Iwana, a także wybrał cerkiew na miejsce własnego pochówku. Obiekt został wyświęcony w październiku 1905. Dwa tygodnie po uroczystości arcybiskup Hieronim zmarł i został pochowany we wskazanym przez siebie miejscu. Z polecenia Świętego Synodu jego pogrzeb poprowadził arcybiskup wileński i litewski Nikander w asyście biskupa chełmskiego Eulogiusza, archimandryty Dionizego, rektora seminarium duchownego w Chełmie oraz duchownych eparchii warszawskiej i nadwiślańskiej.
Odznaczony orderem św. Włodzimierza III i II stopnia, orderem św. Anny I stopnia, orderem św. Aleksandra Newskiego. Dwukrotnie otrzymywał od cara imienną panagię.